# Route nationale 381
Pour les articles homonymes, voir Route 381.
La route nationale 381 ou RN 381 était une route nationale française reliant Douzy à Montmédy, Longuyon à Mainville et Briey à Sainte-Ruffine. À la suite de la réforme de 1972, elle a été renumérotée RN 43.
Le décret du 5 décembre 2005 prévoit son déclassement. Elle a d'ores et déjà été renumérotée RD 8043 dans les Ardennes.
Voir le tracé de la RN 381 sur Google Maps

## Ancien tracé de Douzy à Sainte-Ruffine
- Douzy D 8043  (km  0)
- Pouru-Saint-Remy (km 3)
- Sachy (km 7)
- Wé, commune de Carignan (km 11)
- Carignan (km 12)
- Blagny (km 13)
- Linay (km 17)
- Fromy (km 20)
- Margut (km 21)
- Montlibert D 8043  (km 25)
- Thonne-le-Thil (km 28)
- Thonnelle (km 30)
- Montmédy (km 36)

Elle faisait tronc commun avec la RN 47 jusqu'à Longuyon.
- Longuyon (km 61)
- Beuveille (km 68)
- Pierrepont (km 71)
- Boismont (km 74)
- Mainbottel, communes de Bazailles et de Boismont (km 75)
- Mercy-le-Bas (km 77)
- Xivry-Circourt (km 81)
- Landres (km 85)
- Mainville (km 91)

Elle faisait tronc commun avec la RN 52bis jusqu'à Briey.
- Briey (km 99)
- Moutiers (km 102)
- Auboué (km 105)
- Sainte-Marie-aux-Chênes (km 109)
- Saint-Privat-la-Montagne (km 111)
- Amanvillers (km 113)
- Châtel-Saint-Germain (km 119)
- Sainte-Ruffine (km 124)